# Svetislav Glišović
Svetislav Glišović (Belgrado, 17 settembre 1913 – Oissel, 10 marzo 1988) è stato un allenatore di calcio e calciatore jugoslavo, di ruolo attaccante.

## Palmarès

### Giocatore

#### Competizioni nazionali
- Campionato jugoslavo: 4

BSK Belgrado: 1932-1933, 1934-1935, 1935-1936, 1938-1939

### Allenatore

#### Competizioni nazionali
- Coppa di Grecia: 1

Panathinaikos: 1954-1955